# Dövidrott
Dövidrott är sport som döva och hörselskadade personer utövar, där teckenspråk är väsentlig för kommunikationen.
Dövidrott har utövats i Sverige sedan i början av 1890-talet. Svenska Dövidrottsförbundet (SDI) bildades 1913 och är världens näst äldsta dövidrottsförbund samt fick status som medlemsförbund hos Sveriges Riksidrottsförbund (RF) år 1995. 
Reglerna är samma som för hörande men vissa moment kan anpassas med t.ex. visuella signaler. Dövidrotten bedrivs i Sverige i många olika idrotter. Idag har Svenska Dövidrottsförbundet landslag i 15 olika idrottsgrenar. För att delta i svenska och internationella mästerskapstävlingar krävs minst 55 Db hörselnedsättning för deltagande enligt ICSD:s bestämmelser.
Svenska Dövidrottsförbundet tillhör det Nordiska Baltiska Dövidrottsförbundet (NBDI) och European Deaf Sports Organization (EDSO) och International Committee of Sports for the Deaf (ICSD). Deaflympic har arrangerats vart fjärde år efter olympisk modell sedan 1924. Världsmästerskap, Europamästerskap, Nordiska Baltiska Mästerskap och internationella utbyten har bedrivits sedan lång tid tillbaka.